# Indonesisch-niederländische Beziehungen
Die Indonesisch-niederländische Beziehungen sind das zwischenstaatliche Verhältnis zwischen Indonesien und den Niederlanden. Aufgrund einer langen gemeinsamen Geschichte verbindet beide Länder heute eine besondere Beziehung. So wurde die Niederländische Ostindien-Kompanie im 17. Jahrhundert zu einer Territorialmacht auf dem indonesischen Archipel. Nach der Pleite der Ostindien-Kompanie übernahm der niederländische Staat 1800 dessen Gebiete, welche die Grundlage für Niederländisch-Indien bildeten. Die niederländische Kolonialpolitik war von brutaler wirtschaftlicher Ausbeutung gekennzeichnet, bis gegen Ende des 19. Jahrhunderts eine Liberalisierung einsetzte. Durch den Zweiten Weltkrieg verloren die Niederländer die Kontrolle über ihre Kolonie, die auch durch militärische Bemühungen im Indonesischen Unabhängigkeitskrieg nicht wieder hergestellt werden konnte. Auf internationalen Druck entließen die Niederlande 1946 das Land als Teil der Niederländisch-Indonesischen Union in die staatliche Unabhängigkeit. Diese Union brach jedoch bereits 1956 aufgrund der Streitigkeiten um Westneuguinea zusammen. Sukarno ließ alle niederländischen Besitztümer im Land enteignen und brach die diplomatischen Beziehungen ab. Erst nach der Machtübernahme von Suharto verbesserten sich die Beziehungen in den 1960er Jahren wieder. Seitdem haben beide Länder weitgehend freundschaftliche Beziehungen aufgebaut und ihre wirtschaftlichen Kontakte wieder verstärkt. Ab den 1990er Jahren haben die Niederländer sich zudem darum bemüht, sich für negative Ereignisse der Kolonialzeit zu entschuldigen.

## Geschichte

### Frühe Kontakte und Kolonisierung

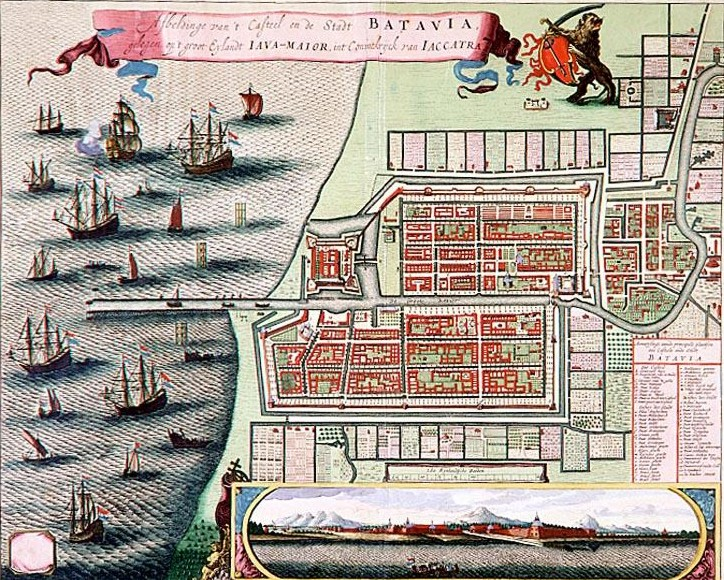
Niederländische Kolonie Batavia (1740)

Die ersten Kontakte zwischen den Niederlanden und dem indonesischen Archipel ergaben sich im späten 16. Jahrhundert. Im Jahr 1596 erreichte eine niederländische Handels-Expedition unter Cornelis de Houtman erstmals die Insel Java und eröffnete den direkten Gewürzhandel mit den einheimischen Königreichen. 1602 wurde die Niederländische Ostindien-Kompanie (Vereenigde Oostindische Compagnie, VOC) gegründet, die in den folgenden Jahrzehnten Handelsstützpunkte auf Java, den Molukken (Gewürzinseln) und weiteren Teilen des Archipels errichtete. Die anfängliche Präsenz der Niederländer war vor allem auf Küstenregionen und den Handel konzentriert; eine umfassende territoriale Eroberung erfolgte zunächst nicht, sondern entwickelte sich schrittweise über mehrere Jahrhunderte. Im 17. und 18. Jahrhundert gewann die VOC zunehmend Einfluss, insbesondere auf Java, wo sie lokale Machtkämpfe zu ihren Gunsten nutzte. Nach dem Zerfall des javanischen Mataram-Reiches im 18. Jahrhundert etablierte sich die VOC als dominierende politische und wirtschaftliche Kraft auf Java. Zugleich verdrängten die Niederländer andere koloniale Konkurrenten (wie Portugal in den Gewürzinseln) und kontrollierten wichtige Handelsrouten. Gegen Ende des 18. Jahrhunderts geriet die VOC jedoch in wirtschaftliche Schwierigkeiten; Korruption und Konkurrenz durch die Britische Ostindien-Kompanie führten zum Niedergang der VOC, die 1796 Bankrott ging. Im Jahr 1800 übernahm der niederländische Staat die Besitzungen der VOC, womit die Phase der direkten staatlichen Kolonialherrschaft in Indonesien begann.

### Kolonialzeit

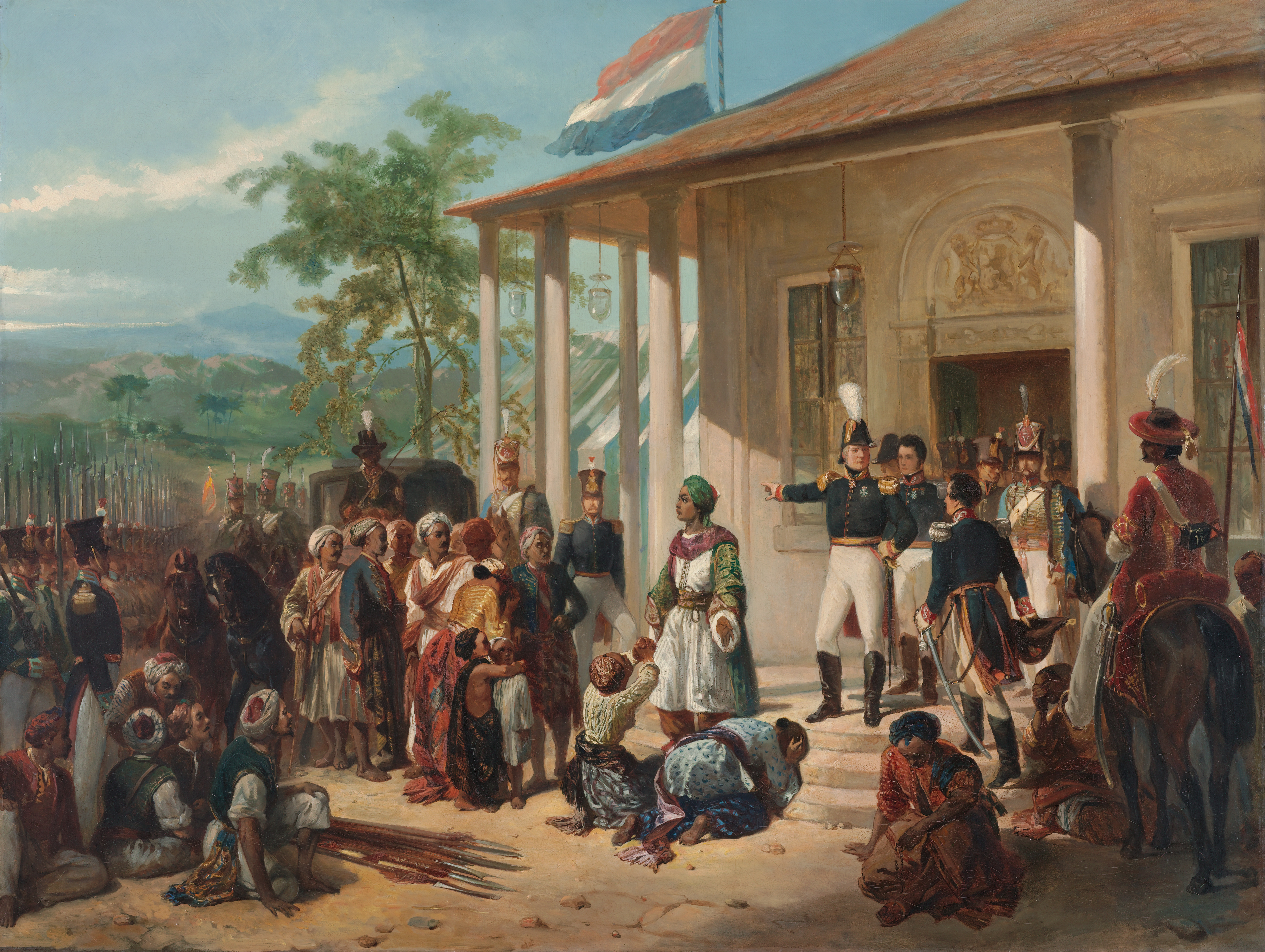
Kapitulation von Prinz Diponegoro im Java-Krieg (1830)

Die koloniale Herrschaft der Niederlande über Indonesien (eine Kolonie, die Niederländisch-Indien genannt wurde) erstreckte sich über das 19. und frühe 20. Jahrhundert. Zwischen 1806 und 1815 wurde die Kontrolle kurzfristig durch die britische Besetzung Javas unter Sir Stamford Raffles unterbrochen, doch nach dem Wiener Kongress kehrten die Niederländer zurück. In der ersten Hälfte des 19. Jahrhunderts etablierten die Kolonialherren ein straff organisiertes Verwaltungssystem auf Java, führten eine neue Steuer- und Landordnung ein und nutzten das Inselreich vor allem zur wirtschaftlichen Ausbeutung. So wurde 1830 ein Zwangsanbausystem (Cultuurstelsel) eingeführt, das die einheimische Bevölkerung verpflichtete, einen Teil ihrer landwirtschaftlichen Produktion für den Export an die Kolonialregierung abzuliefern. Dieses System machte die Kolonie zu einem wichtigen Einnahmequelle für den niederländischen Staat – zeitweise stammten bis zu einem Drittel des Staatshaushalts aus Indonesien. Die harte Ausbeutung führte jedoch auch zu Hunger und Unruhen unter der einheimischen Bevölkerung, was schließlich innenpolitischen Druck in den Niederlanden auslöste. Ab etwa 1870 lockerten Reformen das Zwangsanbausystem und öffneten die Kolonie für private Investitionen (die sogenannte „Liberale Periode“).
Die Niederländer weiteten mit der Zeit ihr Herrschaftsgebiet aus. Stand um 1800 zunächst vor allem Java unter direkter Kontrolle, so eroberten oder unterwarfen die Kolonialtruppen im Laufe des 19. Jahrhunderts nach und nach auch Sumatra, Borneo, Sulawesi, die Molukken und Bali. Beispiele für diesen Expansionsdrang sind der Javakrieg 1825–1830 gegen Prinz Diponegoro auf Java, der mit enormen Verlusten (200.000 Tote Einheimische und ca. 8.000 Tote Europäer) endete und die niederländische Kontrolle über Java festigte, sowie der Aceh-Krieg in Nordsumatra (1873–1908), mit dem auch die letzten unabhängigen Regionen Sumatras in die Kolonie eingegliedert wurden.  Bis 1910 hatten die Niederlande auf diese Weise faktisch den gesamten heutigen Staatsgebiets Indonesiens unter ihre Hoheit gebracht und ein riesiges einheitliches koloniales Territorium geschaffen, in dem eine Vielzahl von Stämmen und Völkern lebte. In dieser Spätphase des Kolonialismus – Teil der globalen Welle des „New Imperialism“ – wuchs auch die europäische Bevölkerung in Niederländisch-Indien an. Zehntausende Niederländer ließen sich als Beamte, Plantagenverwalter oder Händler dauerhaft in der Kolonie nieder und bildeten in den Städten eine eigene soziale Schicht, die die meisten ökonomischen Ressourcen kontrollierte.

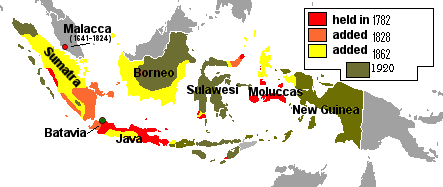
Ausbreitung der niederländischen Kolonialmacht

1901 verkündete Königin Wilhelmina eine neue Kolonialpolitik, die als ethische Politik (ethische politiek) bekannt wurde und vorsichtig Reformen zum Wohlergehen der einheimischen Bevölkerung versprach (z. B. Investitionen in Bildung und Infrastruktur). Dennoch blieben die Indonesier politisch rechtlos und die ethische Politik litt unter Unterfinanzierung und fehlender Akzeptanz in der Kolonialverwaltung. In dieser Zeit formierte sich zunehmend eine indonesische Nationalbewegung. 1908 wurde die erste einheimische Organisation Budi Utomo gegründet, 1912 folgte die Massenorganisation Sarekat Islam mit 2,5 Millionen Mitgliedern im Jahre 1919. Ereignisse, die oft als Beginn der organisierten indonesischen Nationalbewegung gelten. In den 1920er-Jahren entstand unter Führung von Sukarno die Partai Nasional Indonesia (PNI), welche die Unabhängigkeit forderte. Die niederländischen Behörden reagierten mit Repression: Führende Nationalisten wie Sukarno wurden verhaftet oder ins Exil geschickt. Bis zum Ausbruch des Zweiten Weltkriegs blieben die Niederlande in ihrer Kolonie Herr der Lage, doch der Ruf nach Unabhängigkeit wurde immer lauter.

### Zweiter Weltkrieg und Indonesischer Unabhängigkeitskrieg

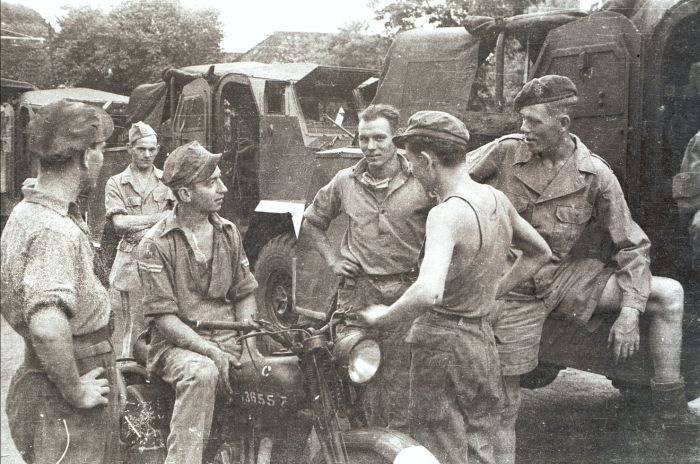
Niederländische Soldaten während des Unabhängigkeitskriegs (1947)

Der Zweite Weltkrieg stellte einen Wendepunkt dar: Im Frühjahr 1942 eroberten japanische Truppen Niederländisch-Indien und beendeten damit abrupt die über 300-jährige niederländische Kolonialherrschaft. Die einheimische Bevölkerung erlebte zwar unter der japanischen Besatzung ebenfalls Repression und Mangel, doch förderten die Japaner auch indonesische Unabhängigkeitsbestrebungen, um die europäischen Kolonialmächte dauerhaft zu schwächen. Unmittelbar nach der Kapitulation Japans riefen die Nationalführer Sukarno und Mohammed Hatta am 17. August 1945 die Unabhängigkeit Indonesiens aus. Diese Proklamation markierte die Geburt der Republik Indonesien, diese wurde jedoch von den Niederlanden nicht anerkannt. Die niederländische Regierung, gerade erst aus der eigenen Besetzung durch Nazi-Deutschland befreit, versuchte, in Indonesien wieder Fuß zu fassen, und entsandte 150.000 Soldaten, um die Kolonialherrschaft wiederherzustellen.
Es folgte der Indonesische Unabhängigkeitskrieg (1945–1949), ein blutiger Konflikt zwischen der indonesischen Republik und den niederländischen Streitkräften. Die Niederländer starteten zwei große Militäroffensiven (euphemistisch „Polizeiaktionen“ genannt) in den Jahren 1947 und 1948, um republikanische Gebiete zurückzuerobern. Zwar gelang es ihnen, zeitweise wichtige Städte wie die provisorische Hauptstadt Yogyakarta zu besetzen, doch der Widerstand der indonesischen Guerillas und die internationale Kritik wuchsen stetig. Besonders die Vereinigten Staaten und die Vereinten Nationen erhöhten den Druck auf die Niederlande, den Krieg zu beenden. Schwere Menschenrechtsverletzungen durch niederländische Truppen, darunter Massaker an Zivilisten, belasteten den Ruf der Niederlande. Schätzungen über die Kriegstoten gehen weit auseinander. Indonesische Stellen sprachen später von rund 40.000 getöteten Einheimischen, während niederländische Historiker die Zahl geringer ansetzen. Schließlich willigte die niederländische Regierung in Verhandlungen ein. Am 27. Dezember 1949 erkannte die Niederlande die Unabhängigkeit Indonesiens offiziell an und übertrug der Republik Indonesien (zunächst als Teil der kurzlebigen Niederländisch-Indonesischen Union) die Hoheitsgewalt über das ehemalige Kolonialgebiet.

### Postkoloniale Beziehungen

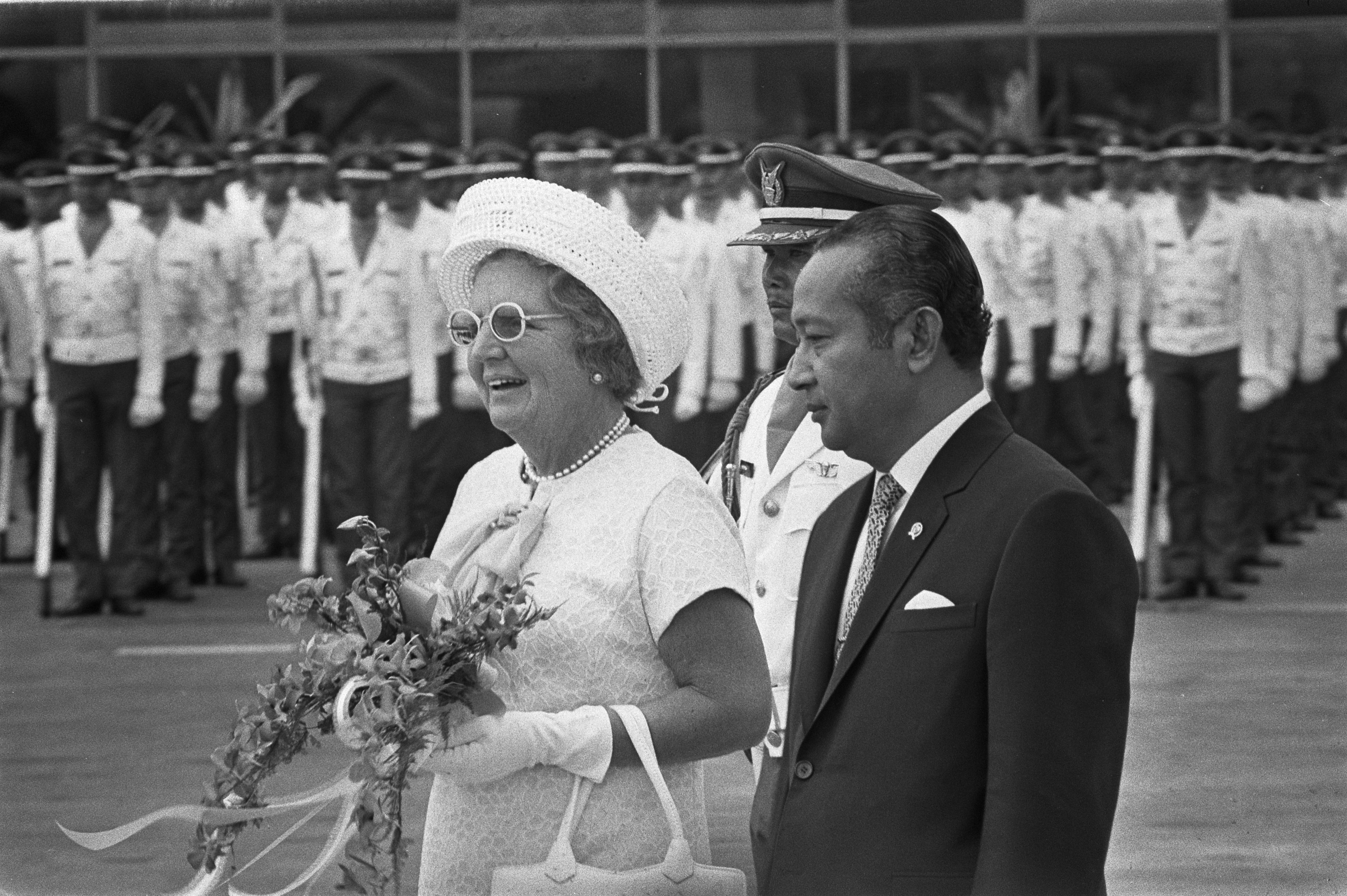
Königin Juliana mit Suharto (1971)

Die ersten Jahre nach der Unabhängigkeit waren von Spannungen und offenen Fragen geprägt. Ein Hauptstreitpunkt war der Status von Westneuguinea (Westirian): Dieses Gebiet verblieb nach 1949 zunächst unter niederländischer Kontrolle, da die Niederlande eine eigenständige Entwicklung für die dort ansässigen Papua anstrebte. Indonesien betrachtete Westirian jedoch als integralen Teil seines Staatsgebiets und forderte dessen Übergabe. Der Konflikt eskalierte Anfang der 1950er Jahre diplomatisch und militärisch. Im Jahr 1957, nachdem Verhandlungen ergebnislos geblieben waren, reagierte der indonesische Präsident Sukarno mit drastischen Maßnahmen: Er ließ alle noch im Land befindlichen niederländischen Staatsbürger ausweisen, verstaatlichte niederländische Unternehmen (etwa in der Öl- und Plantagenwirtschaft) und erklärte die niederländische Sprache und Einflüsse für unerwünscht. 1960 brach Indonesien die diplomatischen Beziehungen zum ehemaligen Mutterland ab. Erst 1962 konnte die Westirian-Frage beigelegt werden – auf internationalen Druck (vor allem der USA) unterzeichneten die Niederlande und Indonesien das New Yorker Abkommen, das die Übergabe West-Neuguineas an eine UN-Verwaltung und anschließend an Indonesien regelte. 1963 übernahm Indonesien militärisch die Kontrolle über Westirian, womit das letzte koloniale Territorium an die Republik fiel, womit allerdings ein neuer Konflikt, der Papuakonflikt begann.
Ein Neuanfang in den bilateralen Beziehungen wurde ab Mitte der 1960er Jahre möglich, als sich in Indonesien ein Regimewechsel vollzog. Nach dem Sturz Sukarnos 1965 und der Machtübernahme durch Präsident Suharto, der einen pro-westlichen Kurs verfolgte, entspannten sich die politischen Verhältnisse. 1968/69 wurden diplomatische Beziehungen zwischen Den Haag und Jakarta wieder aufgenommen. In den späten 1960er Jahren kam es zu ersten offiziellen Kontakten und Abkommen: So schlossen beide Staaten ein Kulturabkommen, tauschten wieder Studenten und Professoren aus und diskutierten sogar die Rückgabe von im Kolonialismus erworbenen Kulturgütern. Die Niederlande gaben zudem ihre früheren Forderungen auf, Indonesien solle für koloniale Investitionen oder Infrastruktur entschädigen, und signalisierten stattdessen Bereitschaft zur wirtschaftlichen Zusammenarbeit. Ab 1967 beteiligten sich die Niederlande federführend an internationalen Konsortien zur wirtschaftlichen Unterstützung Indonesiens (z. B. der Inter-Governmental Group on Indonesia, IGGI). Bis 1971 verdoppelte Den Haag seine Entwicklungshilfe für Indonesien auf 35 Millionen US-Dollar jährlich. Niederländische Unternehmen kehrten allmählich ins Land zurück, und die Niederlande wurden in den 1970er Jahren wieder zu einem der wichtigsten westlichen Investoren in Indonesien. Gleichzeitig normalisierte sich der soziale und kulturelle Austausch: Indonesische Militärangehörige begannen, an niederländischen Akademien Ausbildungen zu absolvieren, und in Jakarta waren niederländische Sprache und Lebensart in gewissen Kreisen wieder präsent.
Die gemeinsame Kolonialzeit blieb ein sensibles Thema zwischen beiden Seiten. In den Niederlanden lebten zehntausende aus Indonesien stammende Niederländer, darunter auch eine Gruppe von etwa 12.000 südmolukkischen Ex-Soldaten und ihren Familien, deren Schicksal in den 1970er Jahren zeitweise für Spannungen sorgte. Ab den 1990er Jahren begannen die Niederlande verstärkt, sich ihrer kolonialen Vergangenheit zu stellen. 2005 erklärte die niederländische Regierung offiziell, dass die indonesische Unabhängigkeit de facto am 17. August 1945 (dem Tag der Proklamation) begonnen habe, und bedauerte rückblickend den Kolonialkrieg. 2011 entschuldigte sich der niederländische Botschafter in Jakarta erstmals offiziell für das Massaker im Dorf Rawagede (Westjava) 1947 und 2013 folgte eine Entschuldigung für ähnliche Verbrechen in Südsulawesi. Einen historischen Meilenstein stellte der Staatsbesuch von König Willem-Alexander im März 2020 dar: Der niederländische Monarch brachte in Jakarta sein „tiefes Bedauern und Entschuldigung“ für die exzessive Gewalt der Niederlande in den Jahren 1945–1949 zum Ausdruck. Es war das erste Mal, dass ein niederländisches Staatsoberhaupt sich derart deutlich für koloniales Unrecht entschuldigte.

## Wirtschaftsbeziehungen
Schon in der Kolonialzeit war der Archipel für die Niederlande eine wichtige Quelle von Rohstoffen und Exportgütern wie Gewürzen, Tee, Gummi, Erdöl und Edelmetallen. Nach der indonesischen Unabhängigkeit wandelte sich das Verhältnis zu einer gleichberechtigten Handels- und Investitionspartnerschaft. Die Niederlande zählten lange zu den wichtigsten Abnehmern indonesischer Exportgüter in Europa und fungierten als Drehscheibe für den Handel zwischen Indonesien und Europa. Auch im 21. Jahrhundert sind die wirtschaftlichen Beziehungen eng: Im Jahr 2023 importierten die Niederlande Waren im Wert von rund 5,1 Milliarden Euro aus Indonesien und exportierten Güter für etwa 0,8 Milliarden Euro dorthin. Damit sind die Niederlande Indonesiens größter Handelspartner innerhalb der EU. Indonesien liefert vor allem landwirtschaftliche Erzeugnisse (z. B. Palmöl, Kaffee, Kakao, Gewürze), Textilien, Erdölprodukte und Elektronik in die Niederlande, während niederländische Exporte nach Indonesien Maschinen, chemische Erzeugnisse, hochwertige Lebensmittel (etwa Molkereiprodukte) und Dienstleistungen umfassen.
Die Niederlande gehören zu den größten ausländischen Investoren in Indonesien. Niederländische Firmen sind traditionell in Sektoren wie Erdöl und Gas (Royal Dutch Shell war bereits in der Kolonialzeit aktiv), Agroindustrie, Finanzen und Infrastruktur engagiert. In den letzten Jahren war das Königreich der Niederlande zeitweise der drittgrößte Herkunftsstaat für Direktinvestitionen in Indonesien – in einem Quartal wurden z. B. rund 1,1 Milliarden US-Dollar niederländischer Investitionen registriert, was fast 14 % aller ausländischen Investitionen entsprach. Besonders stark ist die Präsenz niederländischer Unternehmen in der Hauptstadt Jakarta: 2023 waren die Niederlande dort der viertgrößter ausländischer Investor und stellten zugleich mit Abstand den größten europäischen Investor.
Eine enge Partnerschaft gibt es außerdem in der Entwicklungskooperation. In den 1960er und 1970er Jahren leisteten die Niederlande umfangreiche Entwicklungshilfe und nahmen eine koordinierende Rolle bei internationalen Krediten für das damals wirtschaftlich angeschlagene Indonesien ein. Beide Länder arbeiten eng in Fragen des Wasser- und Küstenschutzes zusammen – angesichts der niederländischen Expertise im Deichbau und Indonesiens Herausforderungen als Inselstaat haben sie Memoranden zur Wasserwirtschaft und Klimaanpassung geschlossen, da beide Länder stark von den Folgen des Klimawandels betroffen sind.

## Kulturbeziehungen

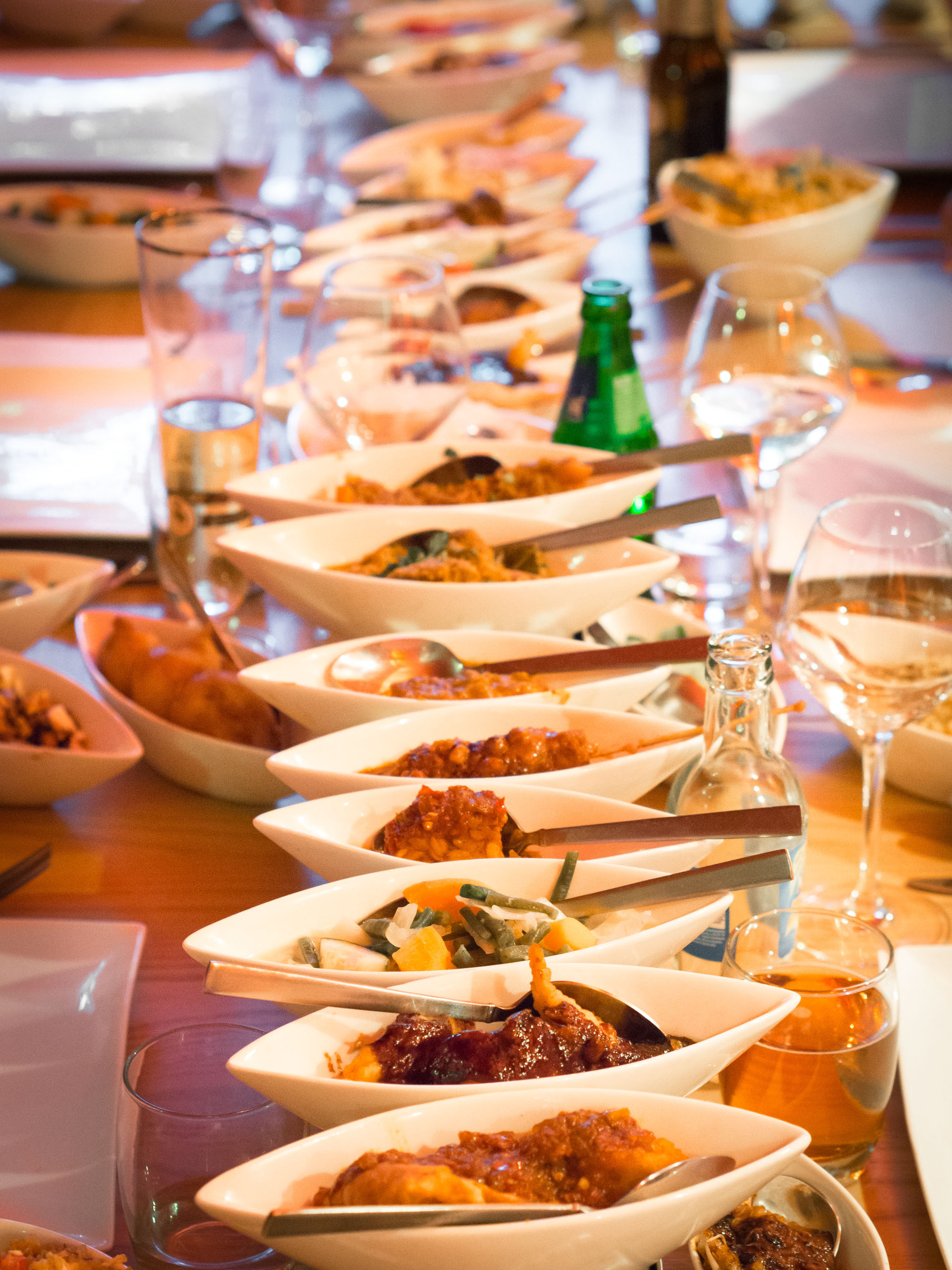
Indonesische Reistafel

Zu den Spuren niederländischer Einflüsse in Indonesien gehören zahlreiche Lehnwörter niederländischen Ursprungs in der indonesischen Sprache und die heutige Nationalsprache Bahasa Indonesia wurde von den Niederländern zur Lingua franca des indonesischen Archipels erhoben. Auch das Christentum in Indonesien ist ein Ergebnis der Missionierung durch hauptsächlich niederländische Missionare. Die Küchen der Niederlande und Indonesiens haben sich gegenseitig stark beeinflusst. Auch im Bereich Verwaltung und Rechtswesen prägten die Niederländer den modernen indonesischen Staat. Historische Gebäude im Kolonialstil in Städten wie Jakarta, Bandung oder Surabaya zeugen von einem bedeutenden architektonischen Erbe der niederländischen Kolonialzeit.
Aufgrund der jahrhundertelangen kolonialen Beziehungen verfügen zahlreiche Kultureinrichtungen in den Niederlanden (wie das Tropenmuseum und das Rijksmuseum voor Volkenkunde in Leiden) über umfangreiche Sammlungen indonesischer archäologischer und ethnologischer Artefakte. Hier befinden sich führende Zentren für indonesische Studien in Europa, die sich auf die Kultur, Geschichte, Archäologie und Ethnografie des Landes spezialisiert haben. Das Erasmus Huis, das Kulturzentrum der Niederlande, wurde 1970 in Jakarta gegründet. Es ist als kulturelle Zusammenarbeit gedacht, um den Kunst- und Kulturaustausch zwischen Indonesien und den Niederlanden zu fördern. Neben zahlreichen Ausstellungen, Musikdarbietungen und Filmvorführungen werden im Auditorium und in der Galerie regelmäßig Vorträge über die niederländische und indonesische Kultur gehalten.

### Migration
Durch die 350-jährige Kolonialzeit entstand eine gemischte Bevölkerungsgruppe der Indo-Europäer (auch Indische Nederlanders genannt) – Menschen teils europäischer, teils indonesischer Abstammung, die in der Kolonie eine eigene euro-asiatische Kultur entwickelten. Nach der indonesischen Unabhängigkeit verließen die meisten von ihnen das Land in Richtung Niederlande. Zwischen 1945 und 1968 wurden schätzungsweise rund 300.000 solcher Personen aus Indonesien in die Niederlande „repatriiert“, obgleich viele dort zuvor nie gelebt hatten. Darunter befanden sich auch etwa 12.000–13.000 Ambonesen (Molukker), vorwiegend ehemalige Kolonialsoldaten und ihre Familien, die 1951 ins niederländische Exil gelangten. Heute gibt es in den Niederlanden eine große Gemeinschaft von Menschen mit indonesischer Herkunft, die in dritter oder vierter Generation dort lebt. Schätzungen zufolge haben bis zu eine halbe Millionen Niederländer zumindest teilweise indonesische Wurzeln. Diese indonesischstämmigen Gemeinschaften prägten die Nachkriegsgesellschaft der Niederlande wesentlich mit. Sie pflegten ihre Traditionen und trugen zur Verbreitung der indonesischen Kultur in Europa bei – so sind indonesische Restaurants und die Rijsttafel (eine opulente Auswahl indonesischer Gerichte) bis heute ein fester Bestandteil der niederländischen Gastronomie.
Umgekehrt leben auch mehrere zehntausend Niederländer in Indonesien, oft als Unternehmer, Entwicklungshelfer oder Expats, und pflegen vor Ort niederländische Kulturvereine und Schulen. Städtepartnerschaften (z. B. zwischen Rotterdam und Jakarta) und akademische Kooperationen (viele indonesische Studierende absolvieren Hochschulprogramme in den Niederlanden) stärken den kulturellen Austausch zusätzlich.